# Diadiplosis hirticornis
Diadiplosis hirticornis är en tvåvingeart som beskrevs av Ephraim Porter Felt 1915. Diadiplosis hirticornis ingår i släktet Diadiplosis och familjen gallmyggor. Inga underarter finns listade i Catalogue of Life.